# Campionato europeo maschile under 19 di calcio 2004
Il Campionato europeo di calcio Under-19 2004, 52ª edizione del Campionato europeo di calcio Under-19 organizzato dalla UEFA, si svolge in Svizzera dal 13 al 24 luglio 2004.

## Squadre

### Squadre qualificate
| Squadra  |
| -------- |
| Belgio   |
| Germania |
| Italia   |
| Polonia  |
| Spagna   |
| Svizzera |
| Turchia  |
| Ucraina  |

## Gli stadi
Sono cinque gli stadi scelti per ospitare la manifestazione:
| Città    | Stadio                            | Capacità |
| -------- | --------------------------------- | -------- |
| Kriens   | Kleinfield Stadium                | 5 100    |
| Aarau    | Stadion Brügglifeld               | 9 249    |
| Friburgo | Stade Universitaire Saint-Léonard | 9 000    |
| Losanna  | Juan-Antonio Samaranch Stadium    |          |
| Nyon     | Colovray                          | 7 200    |

## Gironi
| Legenda                                                     |
| ----------------------------------------------------------- |
| Qualificate alla semifinale e per il Mondiale Under-20 2005 |
| Qualificata per il Mondiale Under-20 2005                   |

### Girone A
| Squadra  | Pt | G | V | N | P | GF | GS | DR |
| -------- | -- | - | - | - | - | -- | -- | -- |
| Svizzera | 5  | 3 | 1 | 2 | 0 | 3  | 1  | +2 |
| Ucraina  | 5  | 3 | 1 | 2 | 0 | 1  | 0  | +1 |
| Italia   | 4  | 3 | 1 | 1 | 1 | 5  | 2  | +3 |
| Belgio   | 1  | 3 | 0 | 1 | 2 | 0  | 6  | -6 |

| Kriens 13 luglio 2004, ore 19:00 CET | Belgio           | 0 – 0 referto | Ucraina | Stadion Kleinfeld\| Arbitro: \| Douglas McDonald \| |
| Arbitro:                             | Douglas McDonald |               |         |                                                     |

| Arbitro: | Pedro Proença |

|             |           |             |
| Salatić 72’ | Marcatori | 45’ Alberti |

| Arbitro: | Gerald Lehner |

|  |           |              |
|  | Marcatori | 61’ Mileŭski |

| Arbitro: | Levan Paniashvili |

|                      |           |  |
| Antić 38’ Bühler 78’ | Marcatori |  |

| Kriens 18 luglio 2003, ore 20:00 CET | Ucraina     | 0 – 0 referto | Svizzera | Stadion Kleinfeld\| Arbitro: \| Zsolt Szabó \| |
| Arbitro:                             | Zsolt Szabó |               |          |                                                |

| Arbitro: | Alon Yefet |

|                                               |           |  |
| Alberti 28’, 50’ Montolivo 48’ Sorrentino 84’ | Marcatori |  |

### Girone B
| Squadra  | Pt | G | V | N | P | GF | GS | DR |
| -------- | -- | - | - | - | - | -- | -- | -- |
| Spagna   | 9  | 3 | 3 | 0 | 0 | 10 | 3  | +7 |
| Turchia  | 4  | 3 | 1 | 1 | 1 | 7  | 7  | 0  |
| Germania | 4  | 3 | 1 | 1 | 1 | 4  | 5  | -1 |
| Polonia  | 0  | 3 | 0 | 0 | 3 | 5  | 11 | -6 |

| Arbitro: | Zsolt Szabó |

|  |           |                                               |
|  | Marcatori | 51’ Casadesús Castaño 73’ Gavilán 88’ Soldado |

| Arbitro: | Alon Yefet |

|                              |           |                                         |
| Piszczek 43’, 88’ Madera 75’ | Marcatori | 26’, 68’, 83’ Ali Öztürk 42’ Olcan Adın |

| Arbitro: | Pedro Proença |

|                                  |           |             |
| Gómez 18’ Dejagah 76’ Thomik 87’ | Marcatori | 8’ Piszczek |

| Arbitro: | Douglas McDonald |

|                                            |           |                                    |
| Juanfran Torres 8’ Silva 13’ Robusté 90+3’ | Marcatori | 45’ (rig.) Ali Öztürk 87’ Cafercan |

| Arbitro: | Levan Paniashvili |

|                |           |               |
| Olcan Adın 90’ | Marcatori | 90+1’ Dejagah |

| Arbitro: | Gerald Lehner |

|                                                                |           |              |
| Borja Valero 10’ Casadesús Castaño 14’ Gavilán 62’ Soldado 84’ | Marcatori | 47’ Piszczek |

## Fase a eliminazione diretta
|  | Semifinali | Semifinali | Semifinali |        |         | Finale  | Finale | Finale |  |
|  |            |            |            |        |         |         |        |        |  |
|  | 1A         | Svizzera   | 2          |        |         |         |        |        |  |
|  | 1A         | Svizzera   | 2          |        |         |         |        |        |  |
|  | 2B         | Turchia    | 3          |        |         |         |        |        |  |
|  | 2B         | Turchia    | 3          |        | Turchia | Turchia | 0      |        |  |
|  |            |            |            |        | Turchia | Turchia | 0      |        |  |
|  |            |            | Spagna     | Spagna | 1       |         |        |        |  |
|  | 1B         | Spagna     | Spagna     | Spagna | 1       | 2 (4)   |        |        |  |
|  | 1B         | Spagna     |            |        |         |         |        |        |  |
|  | 2A         | Ucraina    | 2 (1)      |        |         |         |        |        |  |

### Semifinali
| Arbitro: | Gerald Lehner |

|                      |           |                           |
| Antić 56’ Dugić 109’ | Marcatori | 58’, 95’ Sezer 107’ Kerim |

| Arbitro: | Zsolt Szabó |

|                                      |                      |                                |
| Casadesús Castaño 12’ Soldado 94’    | Marcatori            | 66’ Aliyev 112’ Yatsenko       |
| Silva Soldado Sergio Ramos de la Red | Tiri di rigore 4 – 1 | Chygrynskiy Kravchenko Vorobey |

### Finale
| Arbitro: | Pedro Proença |

|  |           |                    |
|  | Marcatori | 90+2’ Borja Valero |

## Qualificate al Mondiale Under-20
Di seguito vengono elencate le sei squadre qualificate al Campionato mondiale di calcio Under-20 2005, inclusa la nazionale ospitante ( Paesi Bassi).
- Germania
- Italia
- Spagna
- Svizzera
- Turchia
- Ucraina